# Karl-Heinz Erdmann
Karl-Heinz Erdmann (* 8. April 1956 in Bonn) ist ein deutscher Geograph, Professor und ist Mitarbeiter des Bundesamtes für Naturschutz (BfN) und Lehrbeauftragter an verschiedenen Universitäten.
Erdmann studierte Geographie, Evangelische Theologie, Pädagogik und Bodenkunde. Er ist heute Leiter des Fachgebietes „Sozioökonomische und juristische Grundlagen des Naturschutzes“ beim Bundesamt für Naturschutz (BfN) in Bonn. Daneben lehrt er u. a. als Dozent an der Universität Vechta und ist Professor an der Universität Bonn.
Erdmanns Arbeitsgebiete sind Naturschutzpolitik, Nachhaltigkeit, Brauch und regionale Identität und Regionale Krisen und Konflikte.
Er ist Vorsitzender der Gesellschaft für Mensch und Umwelt (GMU) und Sprecher des AK Geographie und Naturschutz innerhalb der Deutschen Gesellschaft für Geographie.

## Publikationen
- [als Hrsg.]; Perspektiven menschlichen Handelns. Umwelt und Ethik. Berlin, Springer 1992.
- [zusammen mit] Th. J. Mager [Hrsg.] Innovative Ansätze zum Schutz der Natur. Visionen für die Zukunft. Berlin, Springer 2000. ISBN 3540666672